# Публій Сульпіцій Гальба Максим
Публій Сульпіцій Гальба Максим (Publius Sulpicius Galba Maximus; ? — після 193 до н. е.) — політичний та військовий діяч Римської республіки, дворазовий консул 211 та 200 років до н. е.

## Життєпис
Походив з патриціанського роду Сульпіціїв. Про молоді роки немає відомостей. 
У 211 році обрано консулом разом з Гней Фульвій Центумал. Спільно з колегою організував захист Риму від наступу військ Ганнібала, який рушив на столицю республіки.
У 210 році до н. е. очолив римські війська у Першій македонській війні. Висадився в Іліріку, після чого зайняв м. Навпакт, що стало базою Публія Сульпіція Гальби. До 208 року до н. е. з перемінним успіхом боровся проти македонського царя Філіпа V. Того ж року об'єднав римський флот з флотом союзного пергамського царя Аттала I. Спільними зусиллями вони захопили о. Егіну, низку міст на о. Евбея та Локриді. У 206 році до н. е. повернувся до Риму.
У 203 році до н. е. призначено диктатором для організації нових виборів консулів. У 200 році до н. е. обрано вдруге консулом, цього разу разом з Гаєм Аврелієм Коттою. Був ініціатором нової війни з Македонією, підтримавши при цьому клопотання Пергаму, Родосу та Афін. На чолі військ висадився на Керкірі, звідки почав діяти проти царя Філіпа V. У 199 році до н. е. в результаті запеклої битви при перевалі Еордаї Публій Сульпіцій Гальба завдав поразки македонянам. Після чого переконав Етолійський союз приєднатися до Риму в його війні з Македонією. У 198 році до н. е. Публій Сульпіцій Гальба повернувся до Риму.
У 196 році до н. е. увійшов до складу сенатської делегації, яка займалася питання облаштування справ у Греції та встановленням нових стосунків з переможеною на той час Македонією. У 193 році до н. е. очолив перемовини з сирійським царем Антіохом III, але вони не мали результату. По поверненню до Риму Луцій Сульпіцій Гальба виступив за початок війни проти Сирії. Подальша доля невідома.